# Jørpeland
Jørpeland è un centro abitato della Norvegia, situato nella municipalità di Strand, nella contea di Rogaland. È il centro amministrativo del comune.
Nel 1998 il consiglio comunale ha deliberato di attribuire al centro abitato il titolo di città.

## Geografia
Jørpeland è situata sulla costa dello Idsefjord, uno dei rami laterali del Boknafjord. Il centro cittadino si trova poco a nord dell'estuario del fiume Jørpeland.